# گایاتری (بازیگر)
گایاتری (انگلیسی: Gayatri) زادهٔ (۲۳ آوریل ۱۹۶۰) بازیگر هندی اهل پنجاب است که برای ایفاء نقش زن قهرمان در فیلم‌های کنادا همچون اتو راجا (۱۹۸۰)، واسانتا گیتا (۱۹۸۰)، آتشفشان (۱۹۸۵) معروف است. او با آنانت ناگ، بازیگر، ازدواج کرده‌است.

## فیلم‌شناسی
هندی
- توبه
- محافظ من (۱۹۷۸)[۴]
- فیل سفید (۱۹۷۸)[۵]
- فاتح سرنوشت (۱۹۷۹)
- کمی بی‌وفایی (۱۹۸۰)[۶]

کنادا
- واسانتا گیتا (۱۹۸۰)[۷]
- آتشفشان (۱۹۸۵)[۸]

تلوگو
- نیازمند شوهر (۱۹۸۰)[۹]

تامیل
- اتو راجا (۱۹۸۲)[۱۰]
- گل‌های قرمز (۱۹۸۶)[۱۱]

## پیوند بیرونی
- گایاتری در بانک اطلاعات اینترنتی فیلم‌ها (IMDb)